# Линия Жоре

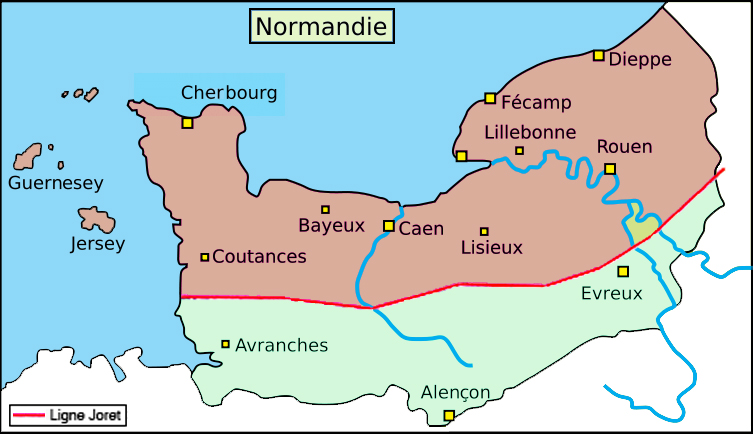
Линия Жоре в Нормандии

Линия Жоре — изоглосса ойльских языков. Эта линия была впервые установлена Шарлем Жоре и опубликована в 1823 году. Линия Жоре разделяет различные диалекты ойльских языков. К северу от изоглоссы сохранилось произношение /k/ и /g/ перед /a/, а в южных диалектах произношение перед /a/ /k/ сменилось на /ʃ/, а /g/ на /dʒ/. К северным языкам причисляют пикардский и нормандский диалекты (языки), к южным — южные субдиалекты нормандского и французский язык.

## Географическое положение
Линия Жоре имеет протяжённость от Нормандских островов и пересекает континент от Гранвиля до границы с Бельгией.